# Irene Miracle
Irene Miracle (ur. 24 stycznia 1954 w Stillwater) – amerykańska aktorka, scenarzystka, producentka, reżyserka filmowa i telewizyjna pochodzenia szkockiego, irlandzkiego, rosyjskiego i francuskiego. Laureatka nagrody Złotego Globu w kategorii „Najlepsza nowa gwiazda roku”.

## Wybrana filmografia
- 1977: Pociąg tortur (L’ultimo treno della notte) jako Margaret Hoffenbach
- 1976: La portiera nuda jako Gianna
- 1978: Midnight Express jako Susan
- 1980: Inferno jako Rose Elliott
- 1986: The Last of Philip Banter jako Elizabeth Banter
- 1986: W cieniu Kilimandżaro (In the Shadow of Kilimanjaro) jako Lee Ringtree
- 1988: From Hollywood to Deadwood jako Marcia Diamond
- 1988: Paradise, znaczy raj (Paradise, serial TV) jako Sarah
- 1989: Władca lalek (Puppet Master) jako Dana Hadley

## Nagrody
- Złoty Glob Najbardziej obiecująca nowa aktorka : 1979 Midnight Express